# كرومات الباريوم
 كرومات الباريوم  (بالإنجليزية: Barium chromate)‏ مركب كيميائي له الصيغة BaCrO4 ، ويكون على شكل بلورات صفراء .

## الخواص
- مركب كرومات الباريوم غير منحل في الماء، وكذلك الأمر في باقي المحلات العضوية.
- ينحل كرومات الباريوم في الأحماض المعدنية مع حدوث تفكك للمركب.

## التحضير
يحضر مركب كرومات الباريوم من تفاعل إحدى أملاح الباريوم المنحلة مع أيون الكرومات في وسط حمضي ضعيف.
Ba 2+ (aq) + CrO4 - → BaCrO4↓

## الاستخدامات
- يستعمل مركب كرومات الباريوم كخضاب أصفر في الدهانات وفي صناعة خزف وفي تلوين الزجاج.
- بستعمل كمثبط للتآكل ويدخل في صناعة عيدان الثقاب.